# Saer Sene
Mouhamed Saer Sene (Thiès, 12 maggio 1986) è un ex cestista senegalese.

## Carriera
Fu selezionato come decima scelta assoluta al draft NBA 2006 dai Seattle SuperSonics (la squadra di Seattle, però, il 2 luglio 2008 ha raggiunto un accordo che prevedeva il trasferimento della franchigia a Oklahoma City).
La prima parte della sua carriera è stata un via-vai continuo tra Seattle/Oklahoma City e la D-League.
Il 9 aprile 2009 firmò un contratto con i New York Knicks.

## Palmarès

### Squadra
- Semaine des As: 1

Gravelines: 2011

### Individuale
- NBA Development League Defensive Player of the Year Award (2008)